# Cobadin
Cobadin község Romániában, Dobrudzsa vidékén, Constanța megyében. A hozzá tartozó települések: Conacu, Curcani, Negrești és Viișoara.

## Fekvése
A település az ország délkeleti részén található, Konstancától harminckilenc kilométerre délnyugatra, a legközelebbi várostól, Medgidiától huszonnyolc kilométerre délre.

## Története
A település régi török neve Kobadin vagy Kokup Aydın, románul Cobadinu. Első írásos említése 1838-ból való. Az 1890-1892-es évek között német családok telepedtek itt le, akiket 1940-ben átköltöztettek Németországba, a náci „Heim in Reich” (magyarul: Vissza a Birodalomba) mozgalom keretein belül.

## Lakossága
A nemzetiségi megoszlás a következő:
| 2002             | 2002 | 2002   |
| ---------------- | ---- | ------ |
| Románok          | 7310 | 80,18% |
| Törökök          | 1153 | 12,64% |
| Tatárok          | 576  | 6,31%  |
| Romák            | 61   | 0,66%  |
| Németek          | 5    | 0,05%  |
| Magyarok         | 4    | 0,04%  |
| Szerbek          | 3    | 0,03%  |
| Lipovánok        | 2    | 0,02%  |
| Szlovákok        | 1    | 0,01%  |
| Nem nyilatkoztak | 1    | 0,01%  |
| Összesen         | 9116 | 100,0% |

## Híres emberek
- Virgil Teodorescu (Cobadin, 1909. június 15. - Bukarest, 1987. június 24.): román költő, író és esszéista.